# فیلاندر گردن‌قرمز
فیلاندر گردن‌قرمز (نام علمی: Thylogale thetis) کیسه‌داری از تیره درازپایان است و به همراه دیگر فیلاندرهای همانند خود در سرده کیسه‌راسوها گذاشته شده است. این جانور در مناطق شرق و جنوب شرقی استرالیا زندگی می‌کند.
فیلاندر گردن‌قرمز خویشاوندی نزدیکی با فیلاندر پا-قرمز دارد.